# 不二一元論
不二一元論（ふにいちげんろん、サンスクリット: अद्वैत वेदान्त、Advaita Vedānta、アドヴァイタ・ヴェーダーンタ、Kevalādvaita）とは、インド哲学・ヒンドゥー教のヴェーダーンタ学派において、8世紀のシャンカラに始まるヴェーダンタ学派の学説・哲学的立場である。これはヴェーダンタ学派における最有力の学説となった。不二一元論は、ウパニシャッドの梵我一如思想を徹底したものであり、ブラフマンのみが実在するという説である。

## 哲学
ブラフマンが「未展開の名称・形態」を展開することで、虚空から風、風から火、火から水、水から地の順番で五大が展開し、五大より身体が生じ、ブラフマンはアートマンとしてこの身体に入る。よって、アートマンは物質的な身体とは全く異なるが、人の個我（アートマン）はブラフマンと同一・不異である。
「未展開の名称・形態」は、何とも言いあらわすことのできない未確定・未分化の状態にあるもので、物質的であり、純粋精神であるブラフマンと本質を異にするが、ブラフマンの中にあり、ブラフマンから独立した存在ではない。「未展開の名称・形態」から展開した諸現象・物質的な現象世界は、無明（アヴィディヤー、無知）によって仮にあるように見える虚妄、真実には存在しないマーヤー（まぼろし）のようなものである。
シャンカラの思想の中で無明が占める意味は大きいが、彼は著作の中で十分な論理的説明を行わなわず、無明とは付託（adhyāsa 増益）であり、「付託とは前に知覚された甲が、想起の形で、乙の中に顕現することである」と簡潔に定義するのみだった。
現象界の万物の本体は平等であるが、高下・善悪などの様々な違いがある（差別相、しゃべつそう）。人が経験する現実では多数の個我があるように見える。人は、統覚機能などのアートマンではない諸属性をアートマンであると思い、アートマンとブラフマンは別であると考える。こうした誤りは無明によるもので、無明によって人は迷い、自分という中心主体があるのだと思う。アートマンと非アートマンを区別できないことが、輪廻から抜け出せない原因である。
ブラフマンだけが唯一で不二の実在者であり、これが真実である。誤った付託を滅し、アートマンを正しく認識し、個我（アートマン）がブラフマンと同一で、現象界が実在しないマーヤーであると悟ることで（明知）、無明は退けられる。これにより個我による縛りはなくなり、解脱が果たされる。
知識のみが解脱の手段であり、一切の行為は無明に基づいているため解脱の手段にはならないとして否定した。知識と行為の両方が解脱に必要であるという知行併合論を退けたが、行為は心の浄化に相対的・間接的には役立つため、明知を得るまでは実践すべきとした。

## 概要
経典『ブラフマ・スートラ』が成立してからシャンカラが活躍する時代までに、ヴェーダーンタ学派の思想は仏教の影響を受けて大幅に変質した。シャンカラは仏教化したヴェーダーンタ哲学を、原点であるウパニシャッドに立脚して本来の在り方に改革しようとしたが（シャンカラは、天啓聖典は疑い得ないもので唯一の正しい知識根拠であるとする伝統主義者であり、ブラフマン＝アートマンという知識は天啓経典に依るとする）、仏教的要素を排除することはせず、仏教的要素にヴェーダーンタ的解釈を施して取り込む形をとった。これにより、実在論的ブラフマン一元論であったヴェーダーンタ哲学は、幻想主義的ブラフマン一元論へと変容した。シャンカラの思想はヴィヴァルタ・ヴァーダ（仮現説）と呼ばれるもので、大乗仏教の唯識派の説く万法唯識・阿頼耶識の思想などと類似がある。そのため、他派からは「仮面の仏教徒」と批判も受けた。
シャンカラは、『ブラフマ・スートラ』における一元論の論理の不徹底さという問題を解決すべく、新たに「未展開の名称・形態」と無明（アヴィディヤー、無知）の概念を導入した。「未展開の名称・形態」を世界の種子と考え、一切の物質的なものの原因と見做したため、サーンキヤ学派の根本物質に相当するとも見え、サーンキヤ的な二元論に近づいている。「未展開の名称・形態」から展開した現象世界は無明に起因するマーヤー（幻影、まぼろし）にすぎず、ブラフマン＝アートマンのみが真実であり実在するという幻想主義的ブラフマン一元論を唱え、二元論に陥ることを避けた。
無明の本質を構成するものについて、シャンカラ以後のヴェーダーンタ学派では様々な議論を行い、またブラフマンと個我の関係、ブラフマンと現象世界の関係についても考察されて様々な学説が生まれることとなった。
シャンカラの思想は、『ブラフマ・スートラ注解』などの著作に記されている。彼の主要な著作は注釈文献であるが、注釈でない真作と考えられるものに『ウパデーシャ・サーハスリー』がある。他にもシャンカラの著作とされるものは膨大にあるが、大部分は偽作と考えられている。
スーフィー(イスラム神秘主義）にはヴェーダーンタ起源説、仏教起源説があり、シャンカラの系統の幻想主義的一元論と、スーフィーの思想には類似が見られる。スーフィーにおける「存在の唯一性」と「経験の唯一性」の論争も、シャンカラの系統のヴェーダーンタ哲学と共通している。
近現代では、イギリス領インド帝国下でのヒンドゥー教改革運動に始まるネオ・ヴェーダーンタと呼ばれる潮流がある。イギリスの神秘思想団体エコノミック・サイエンス派、ニューエイジのバイブル的存在であるアメリカの『奇跡講座』の思想、アメリカの思想家ケン・ウィルバーのトランスパーソナル心理学にも顕著な影響が見られる。